# Scytodes alfredi
Espèce
Scytodes alfredi est une espèce d'araignées aranéomorphes de la famille des Scytodidae.

## Distribution
Cette espèce est endémique du Madhya Pradesh en Inde,. Elle se rencontre dans le district de Jabalpur.

## Description
La femelle holotype mesure 8,0 mm.

## Étymologie
Cette espèce est nommée en l'honneur de J. R. B. Alfred.

## Publication originale
- Gajbe, 2004 : Spiders of Jabalpur, Madhya Pradesh (Arachnida: Araneae). Records of the Zoological Survey of India, Occasional Paper, vol. 227, p. 1-154 (texte intégral).